# ناحیه دوبونگ
ناحیه دوبونگ (도봉구, Dobong-gu) یکی از ۲۵ نواحی شهر سئول، کره جنوبی است.